# Holzberg (Ötztaler Alpen)
De Holzberg is een 1560 meter hoge berg in de Ötztaler Alpen in de Oostenrijkse deelstaat Tirol.
De berg is de meest noordelijke bergtop van de Geigenkam, een subgroep van de Ötztaler Alpen. Het is daarmee tevens de laagste benoemde bergtop van deze subgroep. De berg is in zijn geheel met bos gegroeid. De top van de berg ligt twee kilometer ten zuidwesten van het centrum van Sautens. Op de oostelijke zijde van de berg is een oude kolenmijn gelegen; de westflank van de Holzberg wordt ontwaterd via de Leonhardsbach, die bij Roppen in de Inn uitmondt.,